# Kăsak, Smolean
Kăsak (în bulgară Късак) este un sat în comuna Dospat, regiunea Smolean,  Bulgaria. 

## Demografie
Componența etnică a satului Kăsak
     Nicio identificare (52,69%)
     Bulgari (35,08%)
     Turci (2,03%)
     Romi (0%)
     Altele (10,17%)
La recensământul din 2011, populația satului Kăsak era de 835 locuitori. Nu există o etnie majoritară, locuitorii fiind bulgari (35,08%) și turci (2,03%). Pentru 52,69% din locuitori nu este cunoscută apartenența etnică.